# Liste des épisodes de Danny Fantôme
Cet article présente la liste des épisodes de la série américaine Danny Fantôme  portant un total de 53 épisodes. Cette série représente les aventures de Danny Fenton. La série a duré pendant trois ans du 3 avril 2004 au 24 août 2007.

Il indique l'ordre de diffusion comme il est présenté sur les plateformes françaises. La diffusion originale ne suit pas exactement le même ordre.

## Panorama des épisodes
| Saison | Saison | Épisodes | États-Unis      | États-Unis    | France          | France           |
| Saison | Saison | Épisodes | Début de saison | Fin de saison | Début de saison | Fin de saison    |
| ------ | ------ | -------- | --------------- | ------------- | --------------- | ---------------- |
|        | 1      | 20       | 3 avril 2004    | 17 juin 2005  | 12 mars 2007    | 5 avril 2007     |
|        | 2      | 20       | 24 juin 2005    | 9 juin 2006   | 30 mars 2007    | 4 mai 2008       |
|        | 3      | 13       | 9 octobre 2006  | 24 août 2007  | 3 novembre 2008 | 19 novembre 2008 |

## Liste des épisodes

### Saison 1 (2004-2005)
1. Viande à varier (Mystery Meat)
2. Un spécimen rare (One of a Kind)
3. Un bal mouvementé (Parental Bonding)
4. Le vide-grenier catastrophique (Attack of the Killer Garage Sale)
5. Rupture d'images (Splitting Images)
6. Petit conflit entre amis (What You Want)
7. Retrouvailles amères (Bitter Reunions)
8. Prisonniers de l'amour (Prisoners of Love)
9. De l'huile sur le feu (Fanning the Flames)
10. La Conscience de mon frère (My Brother's Keeper)
11. Le Trouble-fête (Shades of Gray)
12. Le Prof de l'année (Teacher of The Year)
13. La Nuit de l'horreur (Fright Night)
14. Treize (13)
15. Ennemis publics (Public Enemies)
16. Instinct maternel (Maternal Instinct)
17. Heureux en amour (Lucky in Love)
18. Leçon de vie (Life Lessons)
19. Un fantôme en or (The Million Dollar Ghost)
20. Des monstres attachants (Control Freaks)

### Saison 2 (2005-2006)
1. Mémoire effacé (Memory Blank)
2. L'hôpital des horreurs (Doctor's Disorders)
3. Radio pirate (Pirate Radio)
4. Le retour du roi des fantômes (Partie 1/2) (Reign Storm)
5. Le retour du roi des fantômes (Partie 2/2) (Reign Storm)
6. Crise d'identité (Identity Crisis)
7. La Menace Fenton (The Fenton Menace)
8. Le Maître du temps (Partie 1/2) (The Ultimate Enemy (Part 1/2)
9. Le Maître du temps (Partie 2/2) (The Ultimate Enemy (Part 2/2)
10. Un Noël agité (The Fright Before Christmas)
11. Armes secrètes (Secret Weapons)
12. Au bord du désastre (Flirting with Disaster)
13. L'épreuve physique (Micro-Management)
14. Le concours de beauté (Beauty Marked)
15. Le Roi Tucker (King Tuck)
16. Le retour dans le temps (Masters of All Time)
17. Esprit de famille (Kindred Spirits)
18. Faux-semblants (Double Cross My Heart)
19. La Réalité en péril (Partie 1/2) (Reality Trip (Part 1/2)
20. La Réalité en péril (Partie 2/2) (Reality Trip (Part 2/2)

### Saison 3 (2006-2007)
1. Œil pour œil (Eye for an Eye)
2. Royaumes infinis (Infinite Realms)
3. Le Pouvoir aux femmes (Girl's Night Out)
4. Des torrents de terreur (Torrent of Terror)
5. Fantôme pour toujours (Forever Phantom)
6. Jungle urbaine (Urban Jungle)
7. Les Fentons s'enrichissent (Living Large)
8. La Boîte de Pandore (Boxed Up Fury)
9. Cauchemars (Frightmare)
10. La Colonie hantée (Claw of the Wild)
11. Opération sauvetage (D-Stabilized)
12. La Planète fantôme (Partie 1/2) (Phantom Planet (Part 1/2)
13. La Planète fantôme (Partie 2/2) (Phantom Planet (Part 2/2)

## Court-métrage
1. The Fairly Odd Phantom[3]

Il s'agit d'un crossover avec Mes parrains sont magiques, T.U.F.F. Puppy et Bunsen est une bête.
Danny, Sam, Tucker et Jazz reviennent à la recherche de choses étranges qui sortent du portail fantôme.